# Jeremy Yoder
Jeremy B. Yoder es un biólogo evolutivo  divulgador científico estadounidense, y activista por los derechos LGBT. Es profesor asistente de biología en la Universidad Estatal de California, en Northridge. 

## Trayectoria
Yoder completó una licenciatura en la Eastern Mennonite University en 2004. Posteriormente, se doctoró en la Universidad de Idaho en 2011 con la tesis titulada Species interactions and the origins of biological diversity (Las interacciones de especies y los orígenes de la diversidad biológica). Su profesor de doctorado fue Olle Pellmyr. Estudió un postdoctorado en la Universidad de Minnesota con Peter Tiffin, y amplió sus estudios postdoctorales en la Universidad de Columbia Británica con Sally Aitken.
Es un biólogo evolutivo, divulgador científico y activista por los derechos LGBT. Se unió a la Universidad Estatal de California, Northridge, como profesor asistente de biología en 2017. Estudia "la coevolución y la genómica poblacional de la adaptación local, particularmente en los mutualismos". Investiga cómo los impactos ecológicos de diferentes climas, comunidades biológicas y hábitats se relacionan con la biodiversidad mediante la realización de estudios de campo y el uso de modelos matemáticos y datos genómicos de población.
Mediante el análisis de una base de datos global, Yoder y sus colegas han estudiado Las interacciones de polinización de las flores cigomorfas. Descubrió que las plantas con flores zigomorfas tienen menos especies de visitantes, posiblemente debido a la manipulación del comportamiento de los polinizadores. Su hallazgo sugiere que los taxones de las plantas con las flores cigomorfas son más susceptibles a la extinción debido a la pérdida de polinizadores.
En 2013, Yoder colaboró con Allison Mattheis en un estudio investigaba las experiencias de LGBT identificando individuos en STEM. Colabora en Joshua Tree Genome Project y en el estudio Queer en STEM de experiencias LGBTQ en carreras científicas. Ha escrito para la página  web del Scientific American, LA Review of Books, Chronicle of Higher Education, The Awl y Slate.

## Vida personal
Yoder se identifica como gay. Es un defensor de las personas LGBT en STEM.